# インミュージック
インミュージック (inMusic Brands Inc) は、アメリカ合衆国のDJ、音響機器、楽器、録音スタジオ、ソフトウェア、舞台照明で使用されるさまざまなオーディオ製品のブランドファミリーの親会社である。

## 歴史
1992年、ジャック・オドネルは1971年に設立されたDJ機器メーカーのNumark Electronicsを買収。
2001年、Alesisを買収。
2002年、ION Audioブランドを立ち上げ、普及価格帯のDJ機器を作成し、家電業界に参入。
2005年、AKAI professionalを買収。
2007年、MixMeisterを買収。
2010年、Alto Professionalを買収。
2012年、Sonicvoxを買収。その後、Avid Technology, Inc.よりM-Audio、AIR SoftwareGroupを1,700万ドルで買収。
2014年、ディーアンドエムホールディングスよりDenon DJ、Denon Professional、Marantz Professionalを買収。
2015年、照明機器の会社としてMarqLightningを設立。MARQブランドを立ち上げ。
2016年、Raneを買収。
2017年、AKAIのギターペダルと同名のHeadRushを設立。
2023年、Moogを買収。

## ブランド
- AIR Music Technology
- AKAI professional
- en:Alesis
- Alto Professional
- Denon Professional
- Denon DJ
- HeadRush
- en:ION Audio
- en:M-Audio
- Marantz Professional
- MARQ Lighting
- MixMeister
- Numark
- Rane
- Sonivox
- SoundSwitch
- Stanton